# Гаузнер, Вадим Дмитриевич
Вадим Дмитриевич Гаузнер (25 ноября 1933, Ленинград — 12 мая 1982, там же) — советский режиссёр театра и кино.

## Биография
Родился в Ленинграде в семье инженера и архитектора Дмитрия Петровича Гаузнера (1894—?), уроженца Одессы, сотрудника «Горстройпроекта», и Розы Моисеевны Гаузнер (урождённой Либединской). Внук врачей Анны Матвеевны Бернштейн-Коган (1868—1934) и Петра Климентьевича (Переца Калмановича) Гаузнера (1862—?). 
Окончил режиссёрский факультет Ленинградского государственного института театра, музыки и кинематографии (1967).
Дебютировал как театральный режиссёр, работал во Псковском драматическом театре, где поставил, в частности, «Варшавскую мелодию» Л. Зорина, пьесу Эдуардо де Филиппо «Человек и джентльмен», ряд детских спектаклей (в том числе «Тайну Чёрного озера» Екатерины Борисовой).
В кино творческий путь начинал с эпизодической роли в кинофильме «Республика ШКИД» (1966). С 1969 года — режиссёр киностудии «Ленфильм». Был вторым режиссёром на съёмках фильма Алексея Германа «Проверка на дорогах» (1971). 
Первой самостоятельной работой Гаузнера стала картина «Принц и нищий» (1972), первоначально задуманная как мюзикл с музыкой Александра Журбина и стихами Льва Лосева (затем, однако, от музыкальной части режиссёр отказался). Далее последовал фильм «Врача вызывали?» по сценарию И. Меттера — по мнению С. В. Кудрявцева, «лишённое громкого пафоса и житейски порядочное, честное произведение». В 1976 году поставил джазовый фильм-концерт «Город. Осень. Ритм» с участием Давида Голощёкина, Леонида Чижика, Вячеслава Ганелина, Бориса Фрумкина, Владимира Чекасина и других.
Снимал рекламные ролики.

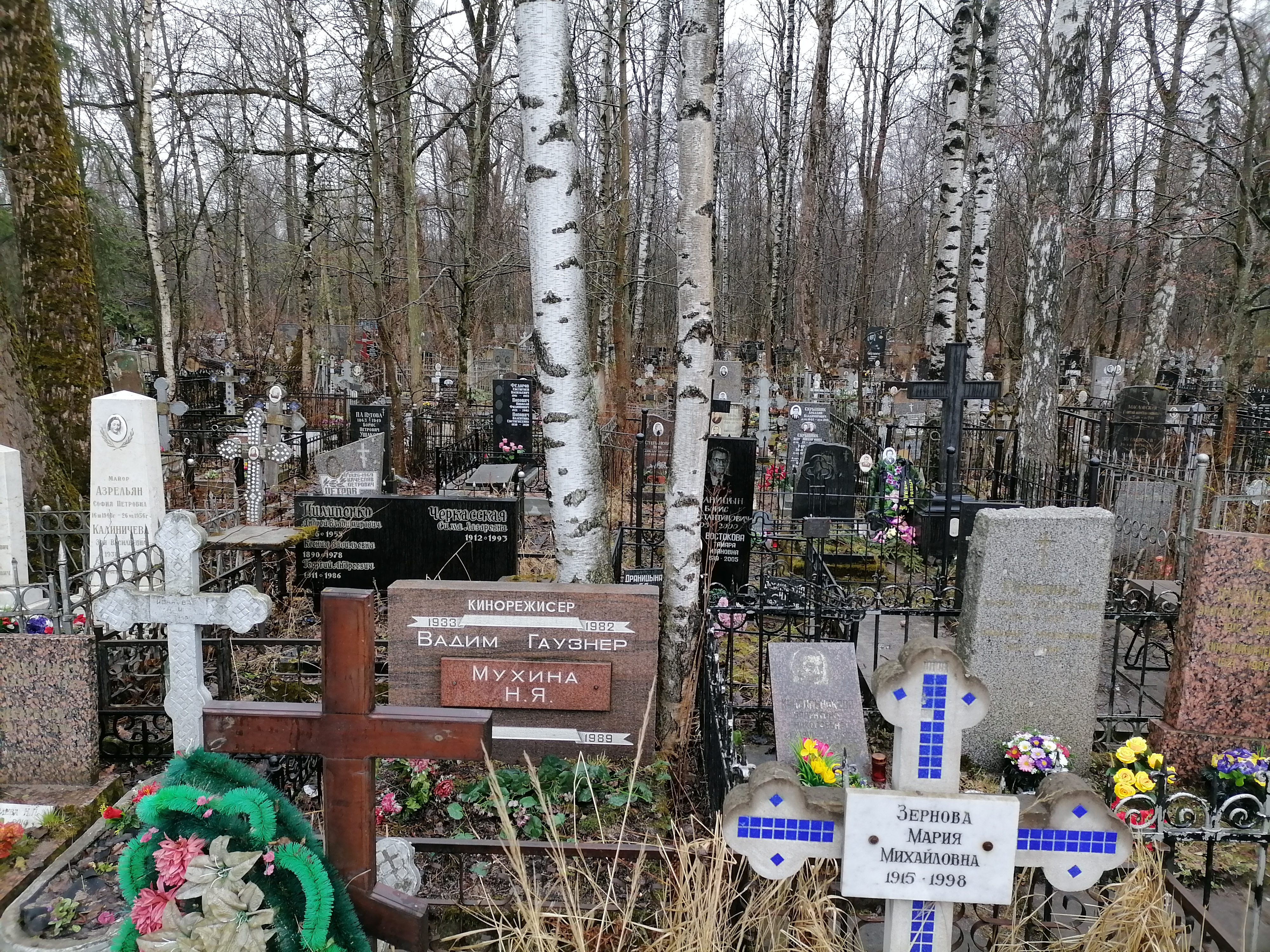
Могила на Серафимовском кладбище

Похоронен на Серафимовском кладбище.

## Фильмография

### Режиссёр
- 1972 — Принц и нищий
- 1974 — Врача вызывали?
- 1976 — Город. Осень. Ритм
- 1978 — Комедия ошибок
- 1981 — Куда исчез Фоменко?

### Прочее
- 1966 — Республика ШКИД — эпизодическая роль
- 1971 — Проверка на дорогах — второй режиссёр